# Indywidualne Mistrzostwa Szwecji na Żużlu 1979
Indywidualne Mistrzostwa Szwecji na Żużlu 1979 – cykl turniejów żużlowych, mających wyłonić najlepszych żużlowców szwedzkich. Tytuł wywalczył Jan Andersson (Kaparna Göteborg). 

## Finał
- Kumla, 25 sierpnia 1979

| Msc. | Zawodnik              | Klub                 | Pkt |  |  |
| ---- | --------------------- | -------------------- | --- |  |  |
| 1    | Jan Andersson         | Kaparna Göteborg     | 15  |  |  |
| 2    | Lillebror Johansson   | Indianerna Kumla     | 14  |  |  |
| 3    | Bernt Persson         | Smederna Eskilstuna  | 13  |  |  |
| 4    | Börje Klingberg       | Örnarna Mariestad    | 12  |  |  |
| 5    | Hans Holmqvist        | Indianerna Kumla     | 10  |  |  |
| 6    | Anders Michanek       | Getingarna Sztokholm | 9   |  |  |
| 7    | Lars-Åke Andersson    | Njudungarna Vetlanda | 9   |  |  |
| 8    | Richard Hellsén       | Getingarna Sztokholm | 8   |  |  |
| 9    | Bengt Gustavsson      | Lejonen Gislaved     | 6   |  |  |
| 10   | Åke Axelsson          | Piraterna Motala     | 4   |  |  |
| 11   | Stefan Salmonsson     | Lejonen Gislaved     | 4   |  |  |
| 12   | Rolf Sundberg         | Vargarna Norrköping  | 4   |  |  |
| 13   | Uno Johansson         | Njudungarna Vetlanda | 4   |  |  |
| 14   | Tommy Johansson       | Dackarna Målilla     | 3   |  |  |
| 15   | Tommy Nilsson         | Getingarna Sztokholm | 3   |  |  |
| 16   | rez. Alf Trofast      | Lejonen Gislaved     | 2   |  |  |
| 17   | Bengt Jansson         | Skepparna Västervik  | 0   |  |  |
| 18   | rez. Christer Sjösten | Bysarna Visby        | 0   |  |  |
| 19   | rez. Peter Johansson  | Dackarna Målilla     | 0   |  |  |